# 右ねじの法則

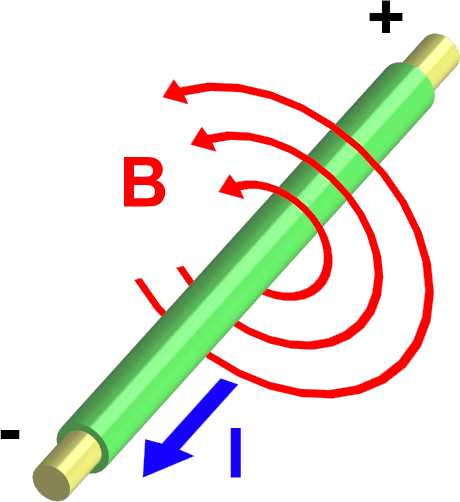
電流 I と磁場 B の向き

右ねじの法則（みぎねじのほうそく）とは、電流と磁場（磁束）の向きに関する法則。日本における呼び方である。電流を右ねじが進む方向に直進させると、磁場が右ねじの回転方向に生じること。
右手を握って親指を立てたとき、親指の指す方向を電流の向きとすると親指以外の指の方向が磁場の向きに一致することから、右手の法則（みぎてのほうそく）とも呼ばれる（フレミング右手の法則ではない）。定量的な値を規定する法則ではなく、電磁気学を学習するにあたって記憶しやすい法則となっている。他に覚えやすさを重視した法則としてフレミングの法則などがある。
電流の向きを逆にすると磁場の向きも逆になる。たとえば水平に置かれた板の中心に導線を通し、導線を取り囲むように東西南北に方位磁針を配置して電流を流すと、方位磁針のN極は磁界を追いかけるように向きを変える。